# Щасливої дороги, черешняки!
«Щасливої дороги, черешняки!» — пригодницький роман для підлітків румунського письменника Константіна Кіріце, написаний у 1963 році. Третій за часом створення роман пенталогії про черешняків та п'ятий епізод внутрішньої хронології серії.

## Назва
Роман завжди видавався під назвою «Щасливої дороги, черешняки!». До 1972 року серія "Черешняки" була трилогією, і цей роман був заключним. Після видання серії у вигляді п'ятитомника у 1972 році, ця книга теж була завершальною, але автор вніс у текст твору деякі правки.

## Персонажі
Віктор, Урсу, Лучія, Йонел, Дан, Марія та Тік (черешняки), Акула (старий моряк), дід Альбу Чорнега (старий рибалка), дід Ефтіме Рапалюк (старий рибалка), Лаура («дівчина в білому»), асистент (помічник професора археології), Малюк (підліток-помічник археологів), Теодор Т. (підліток з літнього табору для школярів) та інші

## Сюжет
Події відбуваються укінці літа, через два роки після подій другої книги циклу «Замку дівчини в білому».  Все починається з того, що Йонел відпочиває з батьками на узбережжі Чорного моря. Але пригоди, на які настільки багате життя лицарів із Черешневої вулиці, наздоганяють його і там. Уночі під час шторму Йонел бачить біломармурові колони, які виринають наче з води, але потім ховаються серед хвиль. У розмові зі старим моряком Ефтіме, Йонел дізнається, що загадкові колони біля узбережжя бачили також рибалки під час сильного шторму і аварії корабля. Захоплений цим відкриттям, Йонел припускає, що під водою знаходяться руїни античного палацу, і шле телеграму черешнякам, щоб ті терміново їхали до нього.
Черешняки готові до нових пригод, тож пропозицію Йонела зустрічають з ентузіазмом. Усі, крім Тіка: він хотів приєднатися до експедиції археологів, з якими працює Лаура, а друзів переконує, що Йонелів лист про сенсаційне відкриття - всього лише жарт, і нікуди їхати не збирається. Але коли Віктор, Урсу, Дан, Йонел та Марія їдуть до моря, Тік знаходить другу телеграму Йонела, яка вже не застала адресатів. У ній Йонел підтверджує «сенсаційне відкриття», тож Тік збирається в дорогу, до своїх товаришів. Він знаходить їх на узбережжі, де вони вже розбили намети.
У повному складі черешняки розпочинають пошук «Примарного палацу», як вони охрестили між собою феномен, виявлений Йонелом. Раз по раз хлопці здійснюють підводні занурення, сподіваючись знайти античний палац. Підняті з дна на початку їхньої експедиції уламки з грецькими написами нічого не дають: регіон, де Дунай впадає в Чорне море, був колись територією Римської імперії, тож такі знахідки в тутешніх водах - не диво. Черешняки вирішують детально розпитати старих рибалок, які теж були свідками появи колон серед води, і перебазовуються на піщану косу в дельті. На цьому етапі до їхньої команди приєднується і Лаура - та сама «дівчина в білому», завдяки якій вони два роки тому виявили схований у горах Замок двох хрестів.
Врешті черешняки виявляють на дні загадкову колону - вона, виявляється, всього одна, і ніякого палацу там, на дні, немає. Зате на мармурі є напис, вивчивши який, Віктор приходить до висновку, що колоною відзначено поховання давньоримського поета Овідія, якого заслали в ці місця на початку першого століття нашої ери і він закінчив тут свої дні.
Пошуки підводного палацу стають останньою спільною пригодою черешняків. Їм, які подорослішали, вже зовсім скоро доведеться піти по життю самостійно, обираючи власні шляхи в професії та в особистому житті. Звідси й назва книги, що підсумовує весь цикл.

## Україномовні видання
Книга поки-що не перекладена українською мовою.

## Інші романи серії
| Дата публікації | Назва роману                  | Оригінальна назва         |
| --------------- | ----------------------------- | ------------------------- |
| 1956 рік        | «Лицарі черешневого цвіту»    | Cavalerii florii de cireș |
| 1958 рік        | «Замок дівчини в білому»      | Castelul fetei în alb     |
| 1965 рік        | «Колесо щастя»                | Roata norocului           |
| 1968 рік        | «Снігові крила»               | Aripi de zăpadă           |
| 1963 рік        | «Щасливої дороги, черешняки!» | Drum bun, Cireșari!       |